# Anatol Szydłowski
Anatol Szydłowski (ur. 13 listopada 1938 pod Brześciem) – polski duchowny prawosławny, protoprezbiter, proboszcz metropolitalnej parafii prawosławnej św. Marii Magdaleny w Warszawie.

## Życiorys
Syn Leoncjusza i Anastazji Szydłowskich pochodzących spod Kazania. Rodzina w 1946 roku osiadła w Hajnówce. Ojciec z zawodu był kolejarzem. 
Anatol jako młody chłopiec został prysłużnikiem (ministrantem) w miejscowej parafii prawosławnej, gdzie proboszczem był wówczas ks. Serafim Żeleźniakowicz. Duchowny już jako rektor prawosławnego seminarium, wraz ze swoim następcą ks. Antonim Dziewiatowskim nakłonili młodego Anatola do wstąpienia do seminarium, gdyż ten od najmłodszych lat wykazywał powołanie kapłańskie. Na czwartym roku poznał Marię Dziermańską, którą wkrótce poślubił. Prawosławne Seminarium Duchowne w Warszawie ukończył w 1957. W późniejszym okresie duchowny ukończył również studia na Chrześcijańskiej Akademii Teologicznej w Warszawie (1989).
3 grudnia 1962 przyjął święcenia kapłańskie z rąk metropolity warszawskiego i całej Polski Stefana. Jego pierwszą parafią było Braniewo, jednak z matuszką zamieszkali w Pasłęku, skąd dojeżdżali na nabożeństwa. Duchowny przystąpił do remontu cerkwi, sprowadził do niej ikonostas pochodzący z byłej cerkwi garnizonowej w Łomży. Wkrótce duchowny objął parafię w Elblągu, jednak wciąż dojeżdżał także do Pasłęka. Po 10 latach duchowny został proboszczem w Fastach.  W 1973 roku wyjechał do parafii św. Jana Klimaka na Woli w Warszawie. Tam pozostawał proboszczem przez 30 lat, do momentu, gdy objął funkcję proboszcza parafii katedralnej św. Marii Magdaleny w Warszawie. Duchowny jest jednocześnie dziekanem dekanatu Warszawa diecezji warszawsko-bielskiej Polskiego Autokefalicznego Kościoła Prawosławnego oraz pełni funkcję administratora kaplicy św. Trójcy na Podwalu.
W 1977 otrzymał godność protojereja. Sobór Biskupów Polskiego Autokefalicznego Kościoła Prawosławnego na posiedzeniu w dniu 20 marca 2003 w Lublinie przyznał duchownemu tytuł protoprezbitera, jedyny w Polskim Autokefalicznym Kościele Prawosławnym. Jest to najwyższy tytuł możliwy do przyznania żonatym prezbiterom (tzw. białemu duchowieństwu) jako nagroda cerkiewna.
Duchowny był kilkukrotnie uczestnikiem oficjalnych wizyt zagranicznych metropolity warszawskiego i całej Polski Sawy: w Patriarchacie Konstantynopola (2000), Patriarchacie Bułgarii (2001), oraz w Egzarchacie Białoruskim Rosyjskiego Kościoła Prawosławnego (2002).
Duchowny uczestniczy w ruchu ekumenicznym. Pełni funkcję skarbnika Zarządu Oddziału Warszawskiego Polskiej Rady Ekumenicznej.
Odznaczony przez prezydenta Polski Srebrnym Krzyżem Zasługi.
24 sierpnia 2021 podczas obchodów 30. rocznicy niepodległości Ukrainy na wolskim cmentarzu prawosławnym przedstawiciele Korpusu Dyplomatycznego Ambasady Ukrainy wręczyły duchownemu dyplom uznania za wspieranie niezależności Ukrainy przyznany przez ministra obrony Ukrainy Andrija Tarana.
Duchownemu poświęcono reportaż (2023) powstały w ramach Programów Redakcji Ekumenicznej.

### Wykaz parafii, w których duchowny był proboszczem
- 1962-1964 - Braniewo
- 1963-1972 - Pasłęk
- 1964-1972 - Elbląg
- 1972-1973 - Fasty
- 1973-2003 - Warszawa-Wola (parafia św. Jana Klimaka)
- 2003-obecnie - Warszawa-Praga (parafia św. Marii Magdaleny)